# 371 TCN
371 TCN là một năm trong lịch La Mã.